# Finska mästerskapet i bandy 1927
 Finska mästerskapet i bandy 1927 spelades i cupform. Vann gjorde Viipurin Sudet.

## Matcher

### Omgång 1
| Lag 1                      | Resultat | Lag 2              |
| -------------------------- | -------- | ------------------ |
| IFK Åbo                    | 9–5      | TPS                |
| VPS                        | 6–3      | IFK Vasa           |
| Vasa IS                    | 6–3      | Oulun Palloseura   |
| Viipurin Sudet             | 14–2     | Viipurin IFK       |
| Varkauden Sk:n Palloilijat | 4–2      | Savonlinnan Riento |

### Omgång 2
| Lag 1           | Resultat | Lag 2                      |
| --------------- | -------- | -------------------------- |
| Kronohagens IF  | 6–1      | IFK Åbo                    |
| HJK             | 7–2      | Tampereen Palloilijat      |
| VPS             | 1–1      | Vasa IS                    |
| IFK Helsingfors | 5–1      | Helsingin Palloseura       |
| Viipurin Sudet  | 14–0     | Varkauden Sk:n Palloilijat |
| Viipurin Reipas | 6–3      | Lappeenrannan Luistinseura |

#### Omspel
| Lag 1 | Resultat | Lag 2   |
| ----- | -------- | ------- |
| VPS   | 2–1      | Vasa IS |

### Omgång 3
| Lag 1           | Resultat | Lag 2           |
| --------------- | -------- | --------------- |
| HJK             | 7–2      | Kronohagens IF  |
| IFK Helsingfors | 9–4      | VPS             |
| Viipurin Sudet  | 11–0     | Viipurin Reipas |

### Semifinaler
| Lag 1 | Resultat | Lag 2           |
| ----- | -------- | --------------- |
| HJK   | 1–1      | IFK Helsingfors |

#### Omspel
| Lag 1 | Resultat | Lag 2           |
| ----- | -------- | --------------- |
| HJK   | 3–2      | IFK Helsingfors |

### Final
- Spelades i Viborg

| Lag 1          | Resultat  | Lag 2 |
| -------------- | --------- | ----- |
| Viipurin Sudet | 6–2 (5-1) | HJK   |

## Slutställning
| Placering | Lag             |
| --------- | --------------- |
| 1.        | Viipurin Sudet  |
| 2.        | HJK             |
| 3.        | IFK Helsingfors |

## AIF-mästerskapet

### Kvalificering
| Lag 1              | Resultat     | Lag 2             |
| ------------------ | ------------ | ----------------- |
| Töölön Vesa        | 14-0         | Helsingin Kalervo |
| Helsingin Kullervo | 5-4 ja.(4-4) | Helsingin Jyry    |

### Semifinaler
| Lag 1              | Resultat | Lag 2                  |
| ------------------ | -------- | ---------------------- |
| Töölön Vesa        | 5-1      | Tampereen Kisa-Toverit |
| Helsingin Kullervo | 15-0     | Helsingin Visa         |

### Final
| Lag 1       | Resultat     | Lag 2              |
| ----------- | ------------ | ------------------ |
| Töölön Vesa | 7–4 ja.(4-4) | Helsingin Kullervo |